# Utetheisa darwini
Utetheisa darwini är en fjärilsart som beskrevs av Jordan 1939. Utetheisa darwini ingår i släktet Utetheisa och familjen björnspinnare. Inga underarter finns listade i Catalogue of Life.